# Giovanni VIII di Gerusalemme
Giovanni VIII (... – dopo il 1107) è stato un arcivescovo ortodosso bizantino, patriarca di Gerusalemme agli inizi del XII secolo.

## Biografia
Secondo lo storico bizantino Niceforo Callisto Xanthopoulos (XIV secolo), Giovanni era un eunuco, di origine greca che, probabilmente, conosceva anche la lingua araba. Negli Anni Novanta dell'XI secolo, occupò la sede di Tiro. Attorno al 1097/98, a causa di una persecuzione, fuggì da Tiro a Gerusalemme. Nello stesso periodo, il patriarca di Gerusalemme Simeone II lasciò la Città Santa e si trasferì a Cipro. Il clero ortodosso rimasto in Palestina elesse Giovanni come proprio capo.
Nel 1099, Gerusalemme fu conquistata dai crociati, che istituirono il patriarcato di Gerusalemme dei Latini. Sembra che Giovanni poté rimanere nella città, come responsabile dei cristiani ortodossi locali. Lo status di Giovanni durante la sua permanenza a Gerusalemme non è chiaro, poiché non è ancora stabilita con certezza la data della morte del patriarca Simeone. Probabilmente Giovanni aveva autorità come locum tenens del patriarca assente.
Nel 1106/1107 o 1107/1108 Giovanni si trasferì a Costantinopoli, dove il Santo Sinodo patriarcale costantinopolitano lo riconobbe ufficialmente come patriarca di Gerusalemme. Visse nella capitale nel monastero di San Diomede fino alla sua morte, in un anno sconosciuto. Nel 1117/1118 è documentata la presenza di un nuovo patriarca di Gerusalemme, Saba.

## Opere
A Giovanni VIII sono attribuite diverse opere di carattere polemico contro i Latini:
- Narratio de Latinorum innovationibus
- Sermones duo de azymis
- Disceptatio de azymis
- un trattato sulla processione dello Spirito Santo
- un opuscolo adversus illos, qui aquam calidam in mysteriorum celebratione negant esse adhibendam.

La paternità di un'ulteriore opera, intitolata Synodicon, è controversa. Alcuni ricercatori hanno attribuito a Giovanni VIII la versione greca della Vita di san Giovanni Damasceno, ma è più probabile che il suo autore fosse Giovanni VII (X secolo).